# Adanaca Brown
Adanaca Brown (* 23. Oktober 1993) ist eine ehemalige bahamaische Hürdenläuferin, die sich auf die 100-Meter-Distanz spezialisiert hat. 2015 gewann sie bei den NACAC-Meisterschaften die Bronzemedaille in der 4-mal-400-Meter-Staffel und feierte damit ihren größten sportlichen Erfolg.

## Sportliche Laufbahn
Erste Erfahrungen bei internationalen Meisterschaften sammelte Adanaca Brown im Jahr 2015, als sie bei den Panamerikanischen Spielen in Toronto mit 13,18 s in der ersten Runde im 100-Meter-Lauf ausschied und mit der bahamaischen 4-mal-100-Meter-Staffel in 44,38 s den siebten Platz belegte. Anschließend schied sie bei den NACAC-Meisterschaften in San José mit 14,04 s im Vorlauf über 100 m Hürden aus und belegte in 44,28 s den vierten Platz in der 4-mal-100-Meter-Staffel. Zudem gewann sie mit der 4-mal-400-Meter-Staffel in 3:31,80 min gemeinsam mit Lanece Clarke, Christine Amertil und Katrina Seymour die Bronzemedaille hinter den Teams aus den Vereinigten Staaten und Jamaika. Ende August startete sie im Hürdensprint bei den Weltmeisterschaften in Peking und schied dort mit 13,74 s in der ersten Runde aus. Im April 2019 bestritt sie ihren letzten offiziellen Wettkampf und beendete daraufhin ihre aktive sportliche Karriere im Alter von 25 Jahren.
2015 wurde Brown bahamaische Meisterin im 100-Meter-Hürdenlauf.

## Persönliche Bestzeiten
- 100 Meter: 11,55 s (−0,6 m/s), 26. Juni 2015 in Nassau
- 200 Meter: 23,28 s (+1,9 m/s), 10. Mai 2014 in Clermont
- 100 m Hürden: 13,00 s (−0,1 m/s), 27. Juni 2015 in Nassau